# Why Must I Be a Crustacean in Love?
Why Must I Be A Crustacean in Love? (с англ. — «Зачем мне быть влюблённым ракообразным?») — пятый эпизод второго сезона мультсериала «Футурама». Североамериканская премьера этого эпизода состоялась 6 февраля 2000 года. В том же году эпизод победил в номинации «Выдающиеся личные достижения в режиссуре анимированной телепередачи» на премии Энни благодаря Брайану Шисли.

## Содержание
Эми и Лила вытаскивают Фрая и Бендера в спортзал. Во время тренировки с Зойдбергом случаются странные вещи — он возбуждён и агрессивен. После обследования профессор Фарнсворт заключает, что для его биологического вида пришло время спаривания.
На родной планете Зойдберга Декаподе 10 ему не улыбается удача — все самки отвергли его, включая бывшую одноклассницу Эдну. Фрай берётся научить Зойдберга ухаживанию за женщинами, но результат оказывается неожиданным — Эдна теперь влюблена во Фрая.
В приступе ревности Зойдберг вызывает Фрая на традиционный для декаподианцев смертельный поединок. Фрай, победив Зойдберга, не может убить его. Зойдберг же не настолько благороден и откусывает своей клешнёй руку Фрая. Но тут выясняется ещё одна подробность жизни декаподианцев — после спаривания они умирают, поэтому, не допустив спаривания Зойдберга, Фрай продлил ему жизнь.
По пути домой Зойдберг оперирует Фрая и пришивает ему руку не с той стороны…

## Персонажи
Список новых или периодически появляющихся персонажей сериала
- Дебют: Император декаподианцев
- Дебют: Эдна